# Abyssos
Abyssos (altgriechisch ἄβυσσος ábyssos „grundlos, unermesslich, Abgrund“; lateinisch Abyssus) bezeichnet in der biblischen Mythologie die Unterwelt. 
Die Abyssos erscheint mehrfach in der Offenbarung des Johannes. Zunächst ist es ein Ort, aus dem am Ende der Tage Scharen von Heuschrecken steigen, um all jene Menschen zu quälen, die das Siegel Gottes nicht auf der Stirn tragen. Dann als Herkunft des Tieres, das aus dem Abgrund steigt und die beiden Zeugen tötet; schließlich ist es der Ort, in dem der Drache, die alte Schlange, die in der Offenbarung mit dem Teufel identifiziert wird, während des 1000-jährigen Reiches mit einer Kette gebunden liegt, nachdem er von einem Engel überwunden wurde.
Bei Paulus ist die Abyssos ein Totenreich, ähnlich dem griechischen Hades.
Bei Lukas erscheint der Begriff als Ort der Gefangenschaft für Dämonen; in der Geschichte vom Reichen und dem armen Lazarus hingegen steht nicht der Begriff abyssos in den alten griechischen Handschriften des Neuen Testaments, sondern χάσμα chasma („Spalt, Kluft“) zur Bezeichnung der trennenden Tiefe zwischen den Gerechten und den Ungerechten in der jenseitigen Welt.
Als Zitat wurde die Vulgata-Übersetzung von Ps 42,8  sprichwörtlich: Abyssus abyssum invocat („Abgrund ruft nach Abgrund“).
In der Septuaginta dient Abyssos als Übersetzung des hebräischen Begriffs Tehom (תהום, „Meerestiefe“), der bereits im 1. Buch Mose auftaucht.